# Хуанден
ГЕС Хуанден (黄登水电站) — гідроелектростанція на півдні Китаю у провінції Юньнань. Знаходячись між ГЕС Ліді (вище по течії) та ГЕС Dahuaqiao, входить до складу каскаду на одній з найбільших річок Південно-Східної Азії Меконзі (басейн Південно-Китайського моря). В майбутньому між станціями Ліді та Huangdeng можливе зведення ГЕС Tuoba.
В межах проекту річку перекрили греблею із ущільненого котком бетону висотою 203 метри, яка утримує водосховище з об’ємом 15,5 млрд м3 (корисний об’єм 8,3 млрд м3).
Машинний зал обладнали чотирма турбінами типу Френсіс потужністю по 475 МВт, які повинні забезпечувати виробництво 8,6 млрд кВт-год електроенергії на рік. 
Останній енергоблок станції ввели в експлуатацію 1 січня 2019 року.